# توني مويا
توني مويا (بالإسبانية: Toni Moya)‏ هو لاعب كرة قدم إسباني في مركز الوسط، ولد في 20 مارس 1998 في سون سيرفيرا في إسبانيا. لعب مع أتلتيكو مدريد.

## وصلات خارجية
- توني مويا على موقع قاعدة بيانات كرة القدم.إي يو (الإنجليزية)
- توني مويا على موقع Soccerway.com (الإنجليزية)